# Diary of a Madman (álbum)
Diary of a Madman —en español: Diario de un loco— es el segundo álbum de estudio del cantante británico Ozzy Osbourne. Fue lanzado al mercado el 7 de noviembre de 1981 y remasterizado el 22 de agosto de 1995. Una versión alternativa apareció en 2002. Es el último álbum con el guitarrista Randy Rhoads antes de su muerte en 1982. Incluye algunas canciones con intros acústicos, como "You Can't Kill Rock and Roll", "S.A.T.O.", "Tonight" y la canción homónima.
La RIAA le otorgó el certificado de disco de oro a Diary of a Madman (500 000 unidades vendidas) el 4 de enero de 1982, de platino (1 millón de copias vendidas) el 10 de mayo de 1982 y de multiplatino (2 millones de copias) el 11 de agosto de 1992.

## Composición y grabación

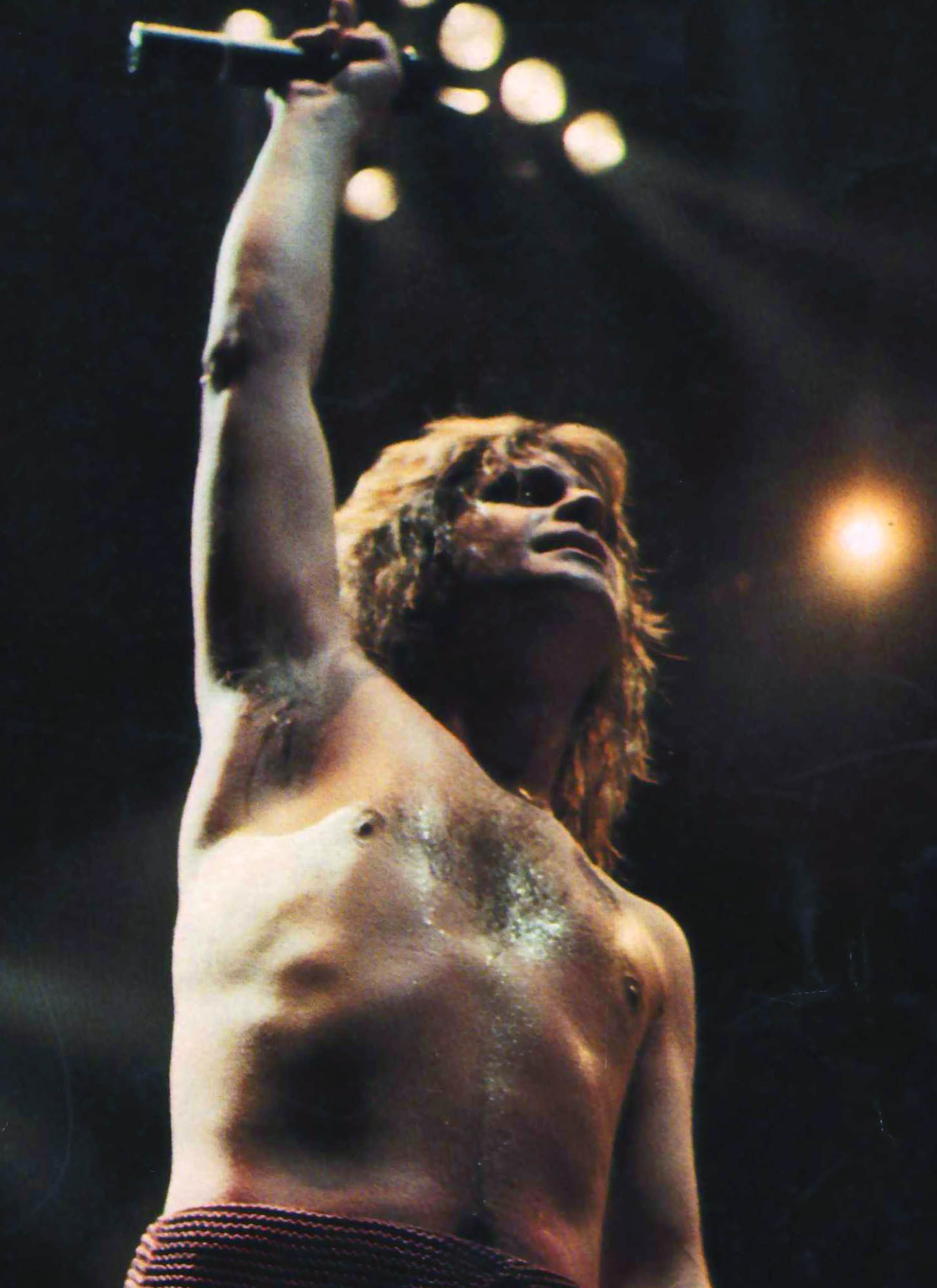
Osbourne durante la gira Diary of a Madman Tour en 1982.

Diary of a Madman es el último álbum grabado por el guitarrista Randy Rhoads. Aunque el bajista Rudy Sarzo y el baterista Tommy Aldridge son acreditados en las notas y aparecen en una fotografía en el booklet en la edición de CD, fueron Bob Daisley y Lee Kerslake quienes interpretaron todas las partes de bajo y batería en el lanzamiento original. Aldridge ha afirmado acerca de la grabación del álbum: "Pienso que es bastante obvio que la batería que se escucha en el álbum no fue tocada por mi. Nunca me he atribuido esa grabación y siempre le he dado a Lee Kerslake el crédito que merece".
Daisley aportó contribuciones significativas a la composición del álbum, ya que escribió parte de la música y la mayoría de las letras. Kerslake afirma haber participado también en la composición, incluso interpretando las voces principales de algunas de las grabaciones de demostración originales. El músico ha afirmado: "'Flying High Again' fue una de mis ideas, 'Over the Mountain' fue otra. Los demos estaban compuestos por letras de Bob, mis voces -aunque también escribí algunas de las letras- y Randy tocando. Era irreal. Luego conseguimos que Don Airey grabara los teclados", declaró en 2009. Kerslake dice que utilizó un piano en el estudio para escribir muchas de las canciones con el guitarrista Randy Rhoads. Daisley y Kerslake no recibieron crédito por su desempeño ni por sus contribuciones a la composición de canciones, situación que llevó a ambos músicos a entablar una demanda años después.
Kerslake también afirmó que durante la grabación del álbum, los músicos no recibieron paga alguna. Poco después, tanto Kerslake como Daisley fueron despedidos. "Todo estaba funcionando bien", dijo Kerslake. "Fue la intervención de Sharon (Osbourne) lo que ocasionó inconvenientes. Las cosas iban bien con su padre Don (Arden), pero Sharon quiso tomar el control y se le salió de las manos. Nunca sospechamos nada hasta que nos fuimos de vacaciones. Un minuto después, Tommy Aldridge y Rudy Sarzo tomaron nuestro lugar y se fueron de gira a los Estados Unidos".
Aunque Don Airey es acreditado como tecladista en el álbum, en realidad los teclados fueron grabados por Johnny Cook (músico que había trabajado con Daisley en la banda Mungo Jerry en la década de 1970). Airey se encontraba de gira con la agrupación Rainbow en el momento de la grabación y por lo tanto no estaba disponible.

## Recepción
La recepción del álbum fue en general positiva. En particular, el trabajo de guitarra neoclásico de Randy Rhoads fue elogiado por la crítica especializada. Steve Huey de AllMusic afirmó que "no es raro encontrar fanáticos que prefieren a Diary sobre Blizzard, ya que crea un ambiente aún más místico y misterioso y la forma de tocar de Rhoads progresaba a un nivel aún más alto". BBC Music se refirió al álbum como "un disco de rock clásico en todos los sentidos, llevado al máximo por el legendario Randy Rhoads". El periodista canadiense Martin Popoff se refirió a Diary of a Madman como "un clásico duradero que se destaca como el álbum definitivo de Randy Rhoads". JD Considine de Rolling Stone no se mostró tan entusiasmado, afirmando en 1981 que "las canciones aquí son un poco más que riffs con una línea vocal supuerpuesta" y se refirió a Rhoads como un "Eddie Van Halen de la liga juvenil, lleno de trucos". Paradójicamente, la revista más tarde lo ubicaría en el puesto n.º 15 en su lista de 2017 de los "100 mejores álbumes de metal de todos los tiempos".

## Lanzamientos

### Controversia del 2002

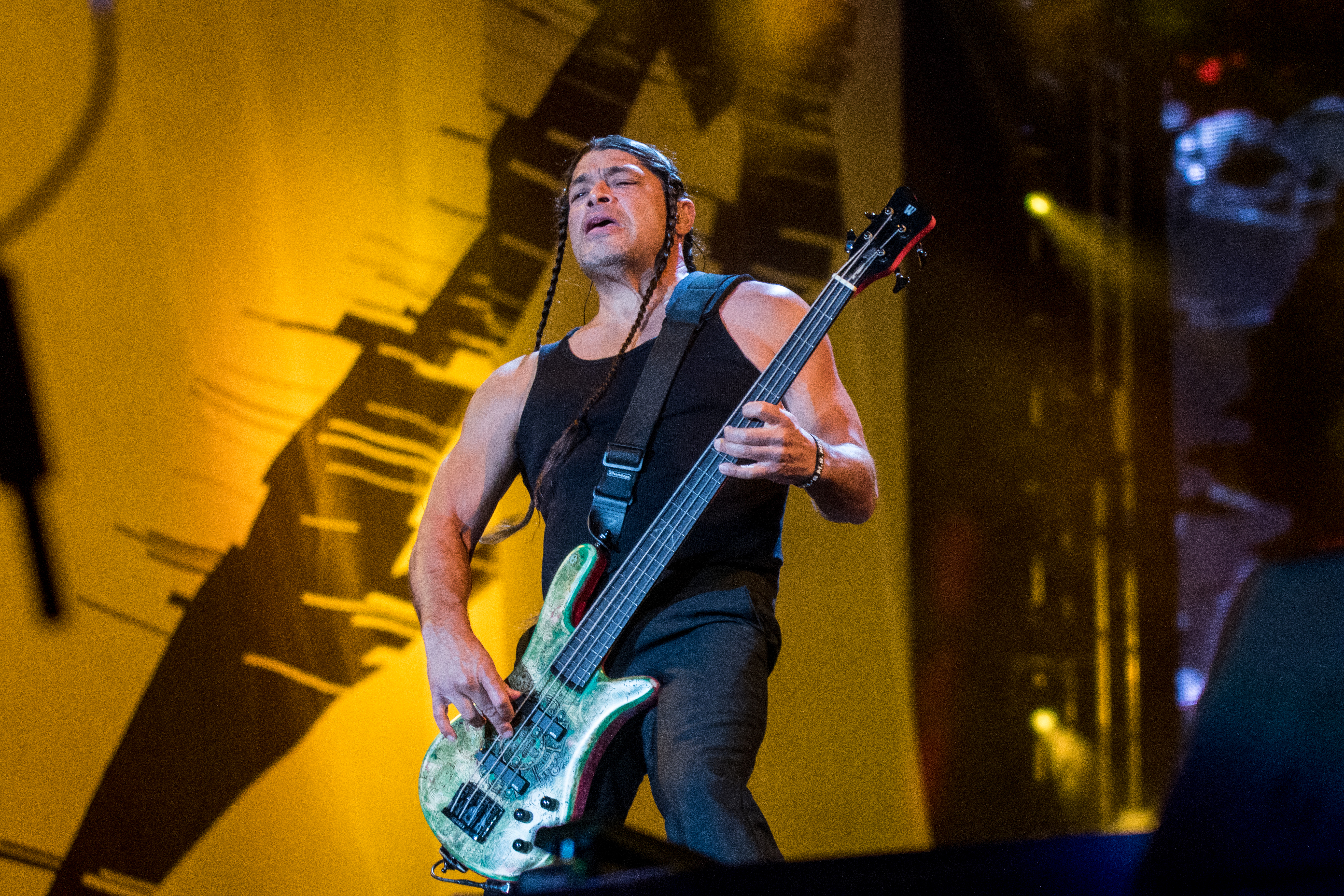
Robert Trujillo regrabó las pistas de bajo en la edición de 2002 de Diary of a Madman.

La edición de Diary of a Madman de 2002 no fue bien recibida por los fanáticos debido a la eliminación de las pistas de bajo y batería originales de Daisley y Kerslake. Para esta reedición las pistas de bajo y batería fueron regrabadas por Robert Trujillo y Mike Bordin respectivamente. Se sospechaba que la medida era una especie de venganza, ya que Daisley y Kerslake habían demandado exitosamente a Osbourne y a su esposa Sharon en la corte, logrando créditos de composición y regalías por sus contribuciones a Diary of a Madman.
Más tarde, Sharon declaró que Ozzy fue el responsable de la decisión de volver a grabar las pistas, afirmando que "debido al comportamiento abusivo e injusto de Daisley y Kerslake, Ozzy quería eliminarlos de estas grabaciones. Convertimos un negativo en positivo al agregar un sonido fresco a los álbumes originales". Sin embargo, Osbourne contradijo esta afirmación en su autobiografía de 2009, afirmando que la decisión de volver a grabar las partes originales de bajo y batería fue estrictamente decisión de Sharon y que no tuvo nada que ver con dicha decisión.

### Edición de aniversario
En mayo de 2011, Sony Legacy publicó una edición por el aniversario número treinta del lanzamiento del disco, incluyendo también el álbum Blizzard of Ozz, ambos con las pistas de bajo y batería originales. El lanzamiento también incluye pistas extra y material inédito con el guitarrista Randy Rhoads. Diary of a Madman presenta un segundo CD titulado Ozzy Live, que contiene toda una presentación previamente inédita de la gira estadounidense de Blizzard of Ozz en 1981. También se lanzó un box set que incluía las ediciones remasterizadas de ambos álbumes en CD y en vinilo y un documental en DVD titulado Thirty Years After The Blizzard.

## Lista de canciones
Todas las canciones escritas y compuestas por Ozzy Osbourne, Randy Rhoads, Bob Daisley y Lee Kerslake, excepto las indicadas. 
| Lado Uno |                                                            |          |  |
| N.º      | Título                                                     | Duración |  |
| 1.       | «Over the Mountain»                                        | 4:31     |  |
| 2.       | «Flying High Again»                                        | 4:44     |  |
| 3.       | «You Can't Kill Rock and Roll» (Osbourne, Rhoads, Daisley) | 6:59     |  |
| 4.       | «Believer» (Osbourne, Rhoads, Daisley)                     | 5:17     |  |

| Lado Dos |                     |          |  |
| N.º      | Título              | Duración |  |
| 5.       | «Little Dolls»      | 5:38     |  |
| 6.       | «Tonight»           | 5:50     |  |
| 7.       | «S.A.T.O»           | 4:07     |  |
| 8.       | «Diary of a Madman» | 6:14     |  |

## Créditos
- Ozzy Osbourne – Voces
- Randy Rhoads – Guitarra
- Bob Daisley – Bajo
- Lee Kerslake – Batería[11]

### Personal adicional
- Johnny Cook – teclados (no acreditado)
- Louis Clark – cuerdas en "Diary of a Madman"
- Robert Trujillo – bajo en la edición de 2002
- Mike Bordin – batería en la edición de 2002
- Rudy Sarzo – bajo en la edición en vivo de 2011[12]
- Tommy Aldridge – batería en la edición en vivo de 2011[12]

### Producción
- Max Norman	– productor, ingeniero de sonido[13]
- George Marino – masterización
- Brian Lee y Bob Ludwig – remasterización en la edición de 1995

## Listas de éxitos

### Álbum
| Año  | Lista                            | Posición |
| ---- | -------------------------------- | -------- |
| 1981 | UK Albums Chart                  | 14       |
| 1981 | Billboard 200 (EE. UU.)          | 16       |
| 1982 | RPM100 Albums (Canadá)           | 17       |
| 1986 | Nueva Zelanda                    | 42       |
| 2011 | Top Pop Catalog Albums (EE. UU.) | 2        |

### Sencillos
| Año  | Sencillo                       | Lista                     | Posición |
| ---- | ------------------------------ | ------------------------- | -------- |
| 1982 | "Flying High Again"            | Mainstream Rock (EE. UU.) | 2        |
| 1982 | "Flying High Again"            | RPM100 Singles (Canadá)   | 33       |
| 1982 | "Over the Mountain"            | Mainstream Rock (EE. UU.) | 38       |
| 1982 | "You Can't Kill Rock and Roll" | Mainstream Rock (EE. UU.) | 41       |